# Amnioskopija
Amnioskopija (grčki: amnion — opna oko ploda, skopeo posmatrati), je minimalno invazivna dijagnostička metoda u akušerstvu u kojoj dijagnostičar  vizuelno posmatra plodovu vodu (njen izgled i količina) i drugi delovi fetusa, u cilju procene gestacijske starosti, otkrivanja eventualnog zagađenja plodove vode mekonijem i ugroženosti ploda. Izvodi se uvođenjem posebnog instrumenta (amnioskopa) kroz vaginu i grlić maternice.

## Indikacije
U slučaju da je trudnoće blizu termina, a nema tačnog podatka o zadnjoj menstruaciji, amnioskopija daje približnu procenu trajanje trudnoće. Ovom metodom se u zavisno od izgleda i prozirnosti plodove vode, može se proceniti o kojoj se nedelji  trudnoće radi.
Amnioskopija ima poseban značaj kop  sumnji na prenešenu trudnoću.

## Metoda
Preduslov  za uspešno izvođenje amnioskopije je prohodnost cervikalnog kanala. 
Sam popstupak se izvodi tako što se amnioskop uvodi kroz cerviks materice i uz pomoć osvetljenog vidnog polja vrši se posmatrawe plodove vode.

## Značaj
Studije su pokazale da iako se amnioskopijom može dokazati mekonijska plodova voda, taj podatak ne bi trebao imati uticaja na dovršenje porođaja jer se amnioskopom prikazuje samo mali deo plodove vode a eventualna zamućenost ne mora značiti ugroženost fetusa, kao što ni prozirnost vode ne mora značiti da mekonija u plodovoj vodi nema.

## Komplikacije
Komplikacije amnioskopije uključuju puknuće plodovih ovojaka i unos infekcije.

## Spoljašnje veze
- Amnioskopija - Indikacije, kontraindikacije za zahvat, komplikacije Архивирано на веб-сајту  (26. јул 2021)

|  | Molimo Vas, obratite pažnju na važno upozorenje u vezi sa temama iz oblasti medicine (zdravlja). |